# UFC 32
UFC 32: Showdown in the Meadowlands è stato un evento di arti marziali miste tenuto dalla Ultimate Fighting Championship il 29 giugno 2001 al Continental Airlines Arena di East Rutherford, Stati Uniti.

## Retroscena
Il main match tra Tito Ortiz ed Elvis Sinosic fu il primo per il titolo dei pesi mediomassimi con tale nome, in quanto in precedenza tale categoria di peso era conosciuta come pesi medi.
È l'evento che vide l'esordio del futuro campione dei pesi massimi Ricco Rodriguez.

## Risultati

### Card preliminare
- Incontro categoria Pesi Leggeri:  Tony DeSouza contro  Paul Rodriguez

DeSouza sconfisse Rodriguez per sottomissione (strangolamento) a 1:05 del primo round.
- Incontro categoria Pesi Massimi:  Ricco Rodriguez contro  Andrei Arlovski

Rodriguez sconfisse Arlovski per KO Tecnico (colpi) a 1:23 del terzo round.

### Card principale
- Incontro categoria Pesi Mediomassimi:  Vladimir Matyushenko contro  Yuki Kondo

Matyushenko sconfisse Kondo per decisione unanime.
- Incontro categoria Pesi Leggeri:  Caol Uno contro  Fabiano Iha

Uno sconfisse Iha per KO (pugni) a 1:48 del primo round.
- Incontro categoria Pesi Welter:  Pat Miletich contro  Shonie Carter

Miletich sconfisse Carter per KO (calcio) a 2:42 del secondo round.
- Incontro categoria Pesi Massimi:  Josh Barnett contro  Semmy Schilt

Barnett sconfisse Schilt per sottomissione (armbar) a 4:21 del primo round.
- Incontro categoria Pesi Leggeri:  B.J. Penn contro  Din Thomas

Penn sconfisse Thomas per KO Tecnico (colpi) a 2:42 del primo round.
- Incontro per il titolo dei Pesi Mediomassimi:  Tito Ortiz (c) contro  Elvis Sinosic

Ortiz sconfisse Sinosic per KO Tecnico (pugni e gomitate) a 3:32 del primo round e mantenne il titolo dei pesi mediomassimi.